# Inte tillsammans, inte isär
"Inte tillsammans, inte isär" är en sång skriven av Per Gessle. Den spelades in av honom 1985 som duett med Marie Fredriksson, och utgör femte spår på hans andra soloalbum Scener. Den utkom också som EP 1986.
Övriga spår på EP:n var de tidigare outgivna spåren "Ute på landet", "Mandolindagar" och Bob Dylan-covern "Farväl Angelina". "Inte tillsammans, inte isär" och "Ute på landet" producerades av Lasse Lindbom och Gessle medan "Mandolindagar" och "Farväl Angelina" producerades av Gessle ensam. Låtarna spelades in i EMI Studios i Stockholm. EP-konvolutet designades av Kjell Andersson. Calle Bengtsson var fotograf.
"Inte tillsammans, inte isär" nådde ingen listplacering. Däremot tillbringade "Mandolindagar" en vecka på Svensktoppens tionde plats med start den 16 mars 1986.

## Låtlista
Där inte annat anges är låtarna skrivna av Per Gessle.
Sida A
1. "Inte tillsammans, inte isär" – 3:01
2. "Ute på landet" – 3:20

Sida B
1. "Mandolindagar" – 3:17
2. "Farväl Angelina" – 3:44 ("Farewell Angelina", Bob Dylan, svensk text Gösta Rybrant)